# ستان جونز (سياسي)
ستان جونز (بالإنجليزية: Stan Jones)‏ هو سياسي أمريكي، ولد في 22 نوفمبر 1949 في سينسيناتي في الولايات المتحدة، وتوفي في 6 فبراير 2017 في إنديانابوليس في الولايات المتحدة. حزبياً، نشط في الحزب الديمقراطي. وقد انتخب عضو مجلس نواب إنديانا.